# Der Tod und der Gänshirt
Der Tod und der Gänshirt ist eine Parabel. Sie stand in den Kinder- und Hausmärchen der Brüder Grimm nur in der 1. Auflage von 1812 an Stelle 27 (KHM 27a) und stammt aus Georg Philipp Harsdörffers Sammlung Der grosse Schau-Platz jämmerlicher Mord-Geschichten.

## Inhalt
Ein Gänsehirt begegnet an einem großen Wasser dem Tod, der aus dem Wasser kommt und übers Wasser aus der Welt will. Der Gänsehirt will mit, aber der Tod sagt, es sei zu früh und stößt stattdessen einen Geizhals ins Wasser, der mit seinen Hunden und Katzen, die ihm folgen, ertrinkt. Tage später kommt der Tod zu dem fröhlichen Gänsehirten. Die Gänse werden Schafe und er ein König wie Abraham, Isaak und Jakob.

## Herkunft
Die Brüder Grimm merken bis auf die Herkunft aus Harsdörffers Sammlung von 1663 nichts an. Hans-Jörg Uther stellt fest, dass die Parabel wörtlich wiedergegeben ist, vielleicht nach ihrer Ausgabe von 1662, die viele Gebrauchsspuren von Jacob Grimm aufweist. Gefallen hat ihm neben der christlichen Auffassung von der ausgleichenden Gerechtigkeit des Todes wohl das mythologische Motiv des Totenflusses (vgl. Styx). Zum Thema Tod vgl. bei Grimm KHM 44 Der Gevatter Tod, KHM 177 Die Boten des Todes.

## Parodie
In Janoschs Parodie holt der Tod viele, die im Leben mehr wollten, und auf dem Rückweg den Gänsehirt, der nichts braucht als die Töne seiner Flöte, die bleiben ihm.